# Tomás Oñaederra
Tomás Oñaederra (ou Oñederra), né le 2 avril 1927 à Ea, et mort le 30 janvier 2025 à Lekeitio, est un coureur cycliste espagnol.

## Biographie
Issu d'une famille de fermiers basques, Tomás Oñederra commence le cyclisme durant les années 1940. Il participe à des compétitions jusqu'en 1957. Figure du cyclisme biscayen, il se distingue principalement dans des compétitions locales en obtenant plusieurs victoires et diverses places d'honneur. En dehors de sa région natale, il remporte une étape du Tour d'Andalousie en 1956. Il participe également à deux reprises au Tour d'Espagne. Son frère aîné Ramón a lui aussi été coureur cycliste. 
Après sa carrière sportive, il travaille dans un atelier de réparation pour motos, avant d'ouvrir un bar du côté de Lekeitio. Il meurt dans cette même commune en janvier 2025, alors qu'il est âgé de 97 ans. 

## Palmarès et résultats

### Par année
- 1950
  - GP Gernika
- 1952
  - 3e du championnat du Guipuscoa (Prueba Loinaz)
  - 3e du GP Múgica
- 1954
  - GP Placencia
  - Circuito del Carmen
- 1955
  - Antzuola Saria
  - GP Navarro
  - 2e du Circuit de Getxo
  - 3e du Campeonato Vasco-Navarro de Ruta (Prueba Loinaz)
- 1956
  - 7e étape du Tour d'Andalousie
  - 2e du Circuito del Sardinero
  - 3e du GP Llodio

### Résultats sur les grands tours

#### Tour d'Espagne
2 participations
- 1955 : 37e
- 1957 : abandon (3e étape)